# Yu-Gi-Oh!
Yu-Gi-Oh! (遊☆戯☆王, Yūgiō, letterlijk "Koning der Spellen") is een Japanse strip of manga, die een groot mediafranchise heeft voortgebracht bestaande uit meerdere animatieseries, films, computerspellen en een ruilkaartspel.

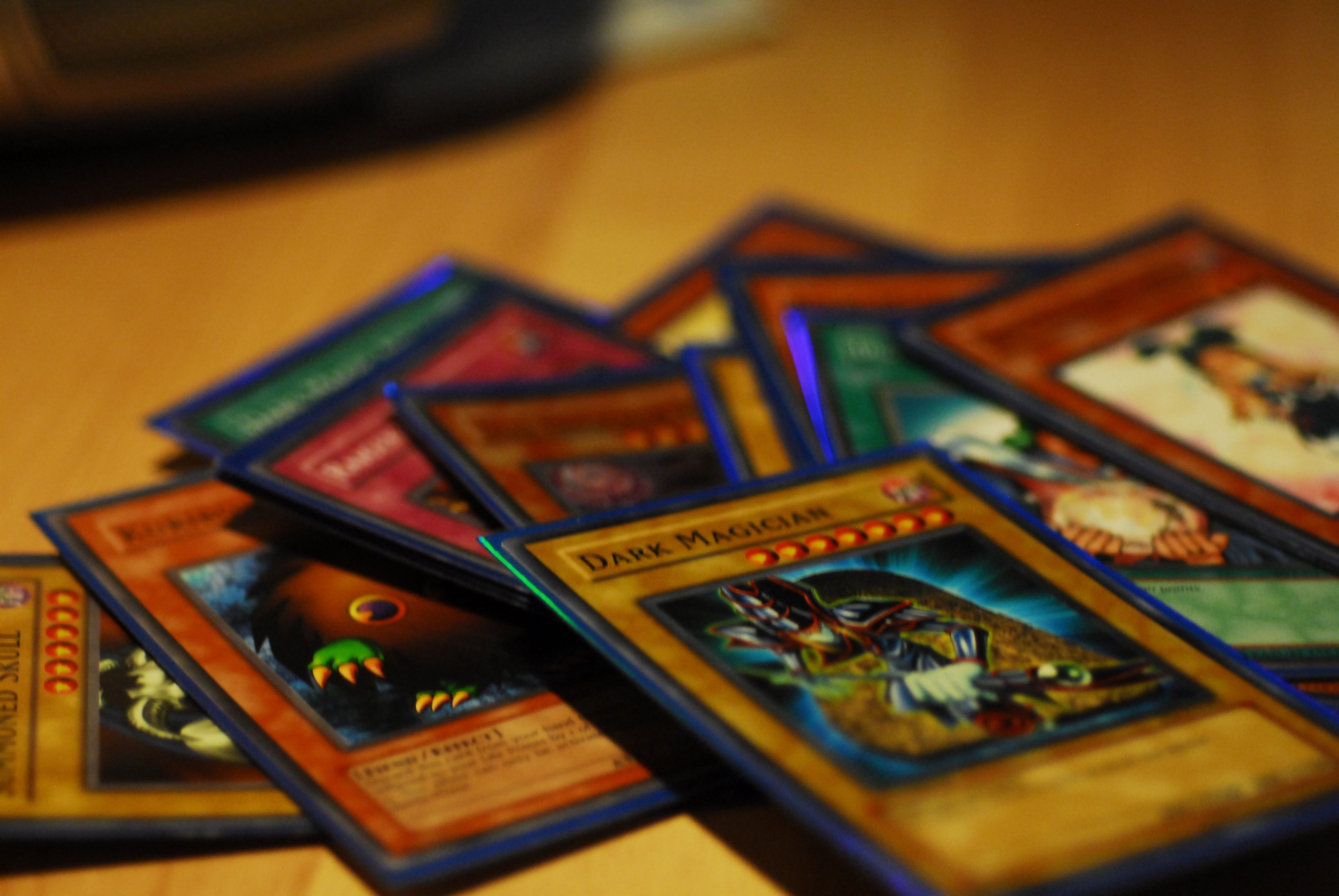
Yu-Gi-Oh!-kaarten

De meeste incarnaties van de franchise draaien om het kaartspel Duel Monsters (Magic & Wizards in de originele anime), waarin twee spelers elkaar bevechten met een groot arsenaal aan monsters en magische wapens.
De mangaserie verscheen in het Nederlands bij Kana.

## Originele mangaserie
Deze mangaserie liep van 1996 tot 2004 en introduceerde de franchise. De manga is behalve in Japan ook in de Verenigde Staten en in Nederland uitgegeven.
Het verhaal van de oorspronkelijke Yu-Gi-Oh!-manga draait om Yugi Muto. Yugi is een voor zijn leeftijd klein uitgevallen jongen die geregeld wordt gepest, maar dan komt hij in het bezit van een magische puzzel in de vorm van een piramide. Zodra hij in elkaar gezet is, neemt de eeuwenoude geest van een Egyptische farao bezit van Yugi's lichaam. De geest, meestal Yami Yugi genoemd, neemt nu en dan Yugi's lichaam over, dat dan meer volwassen wordt, en gebruikt zijn moed en magie om Yugi te helpen en het goed te doen in het algemeen.
Gedurende de eerste zeven delen van de manga gebruikt Yami Yugi zijn talenten om anderen te helpen. Yugi en Yami gebruiken in deze delen steeds allerlei zelfbedachte schaduwspellen om verschillende vijanden mee te verslaan. Daarna verschuift het verhaal naar het spel Duel Monsters. Met dit spel, waarvan de oorsprong in het oude Egypte ligt en wat in die tijd al door de farao werd gespeeld, moet Yami Yugi een groot aantal tegenstanders verslaan en de wereld een paar maal redden. Tevens wordt er meer onthuld over de farao’s verleden. Zo blijkt de puzzel waar de geest van de farao in zit een van zeven soortgelijke magische voorwerpen te zijn, die tezamen bekendstaan als de Millennium Items.

## Spin-offmanga's
Yu-Gi-Oh! RDeze spin-off van de Yu-Gi-Oh!-manga verscheen op 21 april 2004 en werd geïllustreerd door Akira Itou. Deze manga bevat voor het grootste gedeelte dezelfde personages als de Yu-Gi-Oh!-manga, maar met nieuwe verhalen die zich afspelen tussen de Battle City saga en de Memory world saga. Het is niet bekend waar de R in de titel voor staat. Een aantal mogelijkheden zijn "Reverse", "Revolution", "Rebirth" en "Retold".
Yu-Gi-Oh! GXEen mangaversie van de gelijknamige animatieserie. De gebeurtenissen in deze manga lopen niet gelijk aan de GX Anime. Heel andere vijanden en decks worden gebruikt in deze manga.
Yu-Gi-Oh! 5D'sDe mangaversie van Yu-Gi-Oh! 5D's, die zich net als de Yu-Gi-Oh! GX-manga zich afspeelt in een alternatief universum en waar de gebeurtenissen van de anime nooit gebeurd zijn.

## Animatieseries
Yu-Gi-Oh!De eerste serie van 27 afleveringen. Deze serie is gebaseerd op de eerste zeven delen van de originele manga, waarin Yugi met zijn schaduwspellen vijanden verslaat. De serie werd niet in Nederland vertoond.
Yu-Gi-Oh! (Yu-Gi-Oh! Duel Monsters in Japan)De tweede serie. Deze serie is gebaseerd op de overige delen van de originele manga en focust zich op het spel Duel Monsters. Wel bevat de serie twee geheel nieuwe saga's die niet in de manga voorkwamen. Deze anime bestaat uit vijf seizoenen. Eerste 49 afleveringen, tweede 97, derde 144, vierde 184, eerste helft van het vijfde seizoen 198, tweede helft tot 224. De afleveringnummers lopen door. Seizoen 5 is in tweeën gesplitst en heeft dan ook twee verhaallijnen. De eerste drie seizoenen zijn in Nederland uitgezonden door kinderzender Jetix. Het vierde en vijfde seizoen en ook de spin-offs zijn in Nederland nooit te zien geweest.
Yu-Gi-Oh! GXEen spin-offserie van de bovengenoemde twee series. Deze serie draait om een nieuw personage Jaden Yuki, die zijn intrek neemt op een duellistenschool. Deze school werd gemaakt door Seto Kaiba. Deze serie is buiten Amerika alleen tot seizoen 3 uitgezonden (aflevering 155). De makers stapten over op Yu-Gi-Oh! 5D's om op gelijk level te blijven met de verkoop van het kaartspel.
Yu-Gi-Oh! Capsule MonstersEen 12 delen tellende serie, losjes gebaseerd op een spel dat in de originele manga even kort te zien was. De serie speelt zich af tijdens Yu-Gi-Oh! Duel Monsters en bevat dezelfde personages als die serie.
Yu-Gi-Oh! 5D'sEen tweede spin-offserie van de originele twee animatieseries, wederom met een nieuw hoofdpersonage genaamd Yusei Fudo. Deze serie wordt sinds 2008 uitgezonden in Japan en sinds 2009 in Amerika (niet volledig uitgezonden).
Yu-Gi-Oh! ZexalEen derde spin-offserie van de originele twee animatieseries, wederom met een nieuw hoofdpersonage genaamd Yuma Tsukomo. Deze serie wordt sinds 2011 uitgezonden in Japan en Amerika.
Yu-Gi-Oh! Arc-VEen vierde spin-offserie van de originele twee animatieseries, wederom met een nieuw hoofdpersonage genaamd Yuya Sakaki. Deze serie wordt sinds 2014 uitgezonden in Japan.

## Films

### Yu-Gi-Oh!
Gewoon simpelweg bekend als Yu-Gi-Oh!. Deze eerste film kwam uit in 1999. Het was een korte film van 30 minuten, geproduceerd door Toei Animation. De film draait om een voor de film bedacht personage: Shōgo.

### Yu-Gi-Oh! The Movie: Pyramid of Light
Yu-Gi-Oh! The Movie: Pyramid of Light, vaak simpelweg Yu-Gi-Oh! The Movie genoemd, kwam uit in 2004. Deze film speelt zich af tijdens de tweede en derde animatieserie en was speciaal gericht op een westers publiek.

### Yu-Gi-Oh! 3D: Bonds Beyond Time
De derde film van Yu-Gi-Oh!, waarin de hoofdrolspelers van alle drie de series (DM, GX en 5D's) samenwerken om een vijand vanuit de toekomst te verslaan. Yugi, Jaden en Yusei nemen het met z'n drieën op tegen Paradox om Pegasus te redden en de wereld.

## Ruilkaartspel
Vanwege het grote succes van de manga en series is het spel Duel Monsters daadwerkelijk uitgebracht als een ruilkaartspel. In 2008 bestond er al een zeer uitgebreide collectie van het ruilkaartspel en werd dit zeer serieus genomen in toernooien.